# Kurt Lundberg
Kurt Lundberg, född 24 maj 1919 i Algutsboda, död 14 oktober 2003 i Johanneshov, var en svensk målare. 
Lundberg studerade vid Högre konstindustriella skolan, samt vid Edward Berggrens målarskola i Stockholm. Tillsammans med Acke Fornander ställde han ut i Jönköping. Hans konst består av landskap och strandmotiv. 